# 十日町市立南中学校
十日町市立南中学校（とおかまちしりつ みなみちゅうがっこう）は、新潟県十日町市にある公立の中学校である。

## 教育目標
- 知性・活力

## 所在地
〒948-0041 新潟県十日町市北新田142-1